# Église Notre-Dame-du-Thor d'Oraison
Pour les articles homonymes, voir Église Notre-Dame.
L’église Notre-Dame-du-Thor est une église située à Oraison, dans le département des Alpes-de-Haute-Provence.

## Histoire
Construite en 1662 et restaurée à diverses époques. 
Un de ses tableaux, du XVIIe siècle, classé au titre du mobilier historique le 30 janvier 1995, représente "l’Adoration des Mages".
Un autre, du XVIIIe siècle, inscrit à l’inventaire supplémentaire du mobilier classé représente la mort de saint Joseph. Son cadre est doré. Ce tableau fut restauré en 1993. La cuve baptismale des XIXe siècle et XXe siècle représente le baptême de Jésus.

## Architecture
Elle est d'architecture gothique (croisée d’ogives, arcs brisés, tiercerons...) des XVe siècle et XVIe siècle et romane (arcs en plein-cintre).

## Le clocher
Son clocher fut surélevé en 1885 pour atteindre 33 mètres.
La cloche du XVIIe siècle provient du village d’Ubaye englouti sous les eaux en 1958, lors de la construction du barrage de Serre Ponçon. C’est cette cloche, installée en 1962, que l’on entend sonner dans le très beau film de Jean Giono "L'Eau vive".